# William Collins
William Collins (Chichester, 1721 – 1759) è stato un poeta britannico.
Compose le Egloghe persiane (1745), in seguito intitolate Eloghe orientali, ma è nelle Odi (Odes, 1747) che manifestò in particolar modo l'originale sensibilità della sua poetica, che in seguito gli procurò il favore e l'attenzione da parte dei poeti romantici.
Le sue liriche più famose sono Alla sera (Ode to evening) e Sulle superstizioni popolari negli Highlands di Scozia (Ode on the popular superstitions of the Highlands of Scotland). Oggi è ritenuto, insieme al poeta Thomas Gray, un precursore del movimento romantico.